# Milchleiste
Die Milchleiste ist eine bei Säugetieren beiderlei Geschlechts während der Embryonalentwicklung anzutreffende streifenförmige Verdickung der Epidermis, die sich zu beiden Seiten des Stamms vom Ansatz der Vorderbeine zu jenem der Hinterbeine erstreckt. Aus ihr entsteht die Milchdrüse.

## Die Milchleiste beim Menschen
Beim Menschen entsteht die Milchleiste in der siebten Woche der embryonalen Entwicklung und bildet sich kurz danach mit Ausnahme eines kleinen Teils in der Brustregion wieder zurück. Das Epithel des verbliebenen Anteils sprosst in das darunterliegende Mesenchym ein und bildet 16 bis 24 Verzweigungen, die sich am Ende des intrauterinen Lebens in die Milchgänge umwandeln.

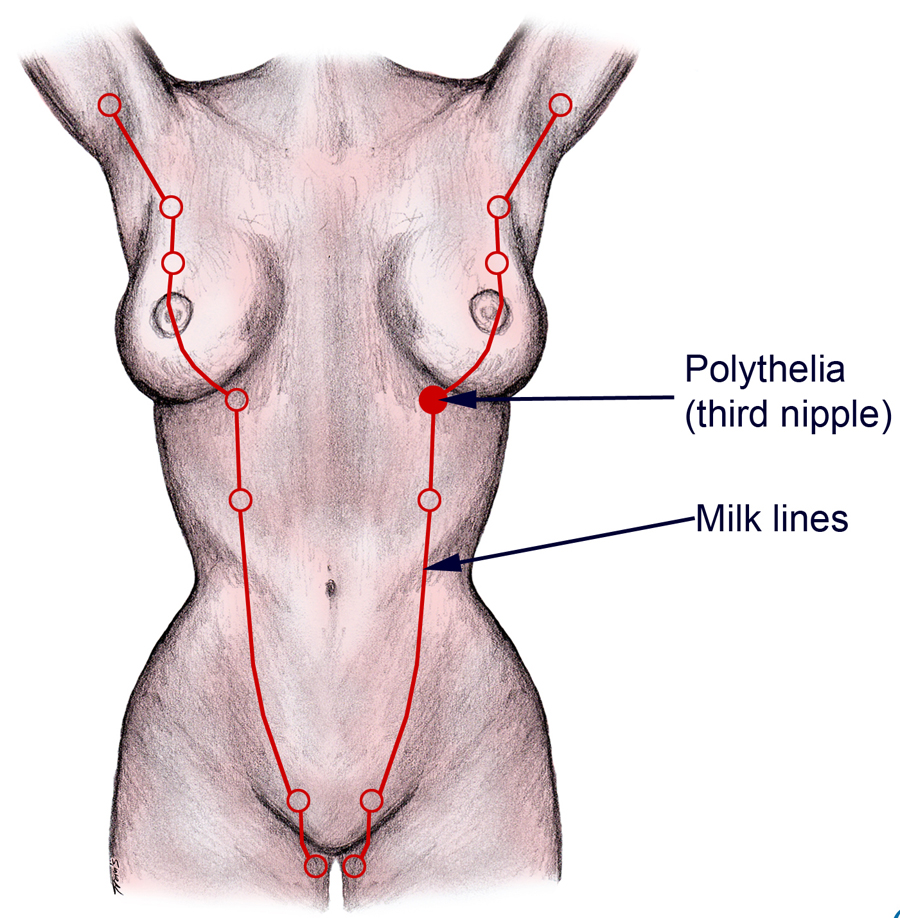
Schematische Darstellung der menschlichen Milchleisten loco typico

Erst nach der Geburt wird die Milchgrube, in die die Milchgänge zunächst münden, emporgehoben, indem sich das darunter liegende Gewebe vermehrt und damit die Brustwarze bildet.

## Die Milchleiste bei anderen Säugetieren
Ähnliche Vorgänge führen bei Tieren zur Ausbildung von Eutern und Zitzen. Die Abfolge der Zitzen wird bei Kleinsäugern als Gesäugeleiste bezeichnet.

## Fehlbildungen

Polythelie – zusätzliche Brustwarze unter der linken weiblichen Brust

Eine nur teilweise Rückbildung der Milchleiste kann zu zusätzlichen Brustwarzen (akzessorischen Mamillen) führen. Dies wird in der medizinischen Fachsprache als Polythelie bezeichnet. Die überzähligen Brustwarzen (in der Zitzenlinie bei Säugetieren verlaufend) sind angeborene, bei Frauen und Männern auftretende Fehlbildungen, die meist einseitig auftreten. Sie haben im Normalfall keinen Krankheitswert, können aber aus kosmetischen Gründen entfernt werden.
Noch seltener bildet sich ein verbliebenes Restgewebe der Milchleiste zu einer vollständigen zusätzlichen Brustdrüse – einer Mamma accessoria – aus. Dieses Erscheinungsbild wird als Polymastie bezeichnet.
Kommt es zu keiner Vermehrung des unter der Milchgrube gelegenen mesenchymalen Gewebes, entsteht eine Hohlwarze.

### Trivia
- Im James-Bond-Film Der Mann mit dem goldenen Colt hat Bonds Gegenspieler Scaramanga eine dritte Brustwarze, die gleichsam sein Erkennungszeichen ist.
- Die Popsängerin Lily Allen präsentierte 2009 in einer Fernsehshow ihre dritte Brustwarze.[2]
- In Per Anhalter durch die Galaxis gibt es die dreibrüstige Hure Eccentrica Gallumbits vom Planeten Erotikon VI.[3]
- Eine dreibrüstige Hure tritt auch bei Die totale Erinnerung – Total Recall und dessen Neuverfilmung 2012 auf.